# Ali Özgür Özdil
Ali Özgür Özdil (* 1969 in İskenderun, Türkei) ist ein türkischer  Islamwissenschaftler und Religionspädagoge.

## Leben und Wirken
1977 kam er als Kind aus der Türkei nach Hamburg. An der Universität Hamburg studierte er Islamwissenschaft, Religionswissenschaft sowie Ethnologie und promovierte zur islamischen Theologie und Religionspädagogik in Europa.
Seit 1997 ist er in der Fortbildung von Lehrern, Erziehern, muslimischen Moscheeführern, Imamen, der Bundespolizei (in Präventionsarbeit), Bundeswehrsoldaten, Ärzten und Pflegern (im Bereich kultursensible Pflege) tätig. Er ist Mitbegründer der Schura Hamburg (Rat der Islamischen Gemeinschaften) und war Lehrbeauftragter der Universität Hamburg (FB Erziehungswissenschaft) und der Universität Osnabrück (Islamische Religionspädagogik). 2002 gründete er das Islamische Wissenschafts- und Bildungsinstitut e.V., das er bis 2022 leitete. 2013 gründete er das Interkulturelle Institut für Inklusion e. V. mit und leitete von 2015 bis 2019 das Hamburger Präventionsprojekt im Bereich „gewaltbereiter Islamismus“ unter dem Titel Al Wasat – Die Mitte, das vom Bundesministerium für Familie, Senioren, Frauen und Jugend gefördert wurde.
Özdil hat mehrere Jahre die vier Schura-Verbände in Hamburg, Niedersachsen, Schleswig-Holstein und Bremen zum Islamischen Religionsunterricht beraten und war Mitglied mehrerer Runder Tische und Beiräte.
Als Autor veröffentlicht er zu den Themen interkulturelle Bildung und interreligiöser Dialog, islamischer Religionsunterricht in Deutschland und Moscheepädagogik. Sein Buch Wenn sich die Moscheen öffnen. Moscheepädagogik in Deutschland – Eine praktische Einführung in den Islam (2002) galt als Standardwerk zum Thema. Neben mehreren wissenschaftlichen Publikationen und Artikeln in verschiedenen Zeitschriften ist er auch als Ko-Autor an verschiedenen Büchern beteiligt. Özdil ist auch Herausgeber der Schriftenreihe Veröffentlichungen des Islamischen Wissenschafts- und Bildungsinstituts.
Seine Arbeitsschwerpunkte sind die islamische Theologie in Europa, interkulturelle Bildung, Präventionsarbeit und die kultursensible Pflege.
Seit 2022 arbeitet er selbstständig und ist unter anderem als Dozent im Bereich „Kultur- und Religionssensible Pflege“ tätig.

## Werke (Auswahl)
- Aktuelle Debatten zum Islamunterricht in Deutschland, EB-Verlag, Hamburg, 1999
- Wenn sich die Moscheen öffnen, Waxmann, Münster, 2002
- Was ist Islam? Hamburg 2003
- Islamische Theologie und Religionspädagogik in Europa (Diss.), Kohlhammer, Stuttgart 2011
- Handbuch für Präventionsarbeit. Hamburg 2019
- Der Türken-Knigge. München 2020
- Der Islam im Konflikt. Konflikte mit und zwischen Muslimen. München 2022
- Tüpiş türkiş, typisch deutsch. München 2022.

Herausgeberschaften
- mit Hans-Christoph Goßmann: Wege zur Integration – Veröffentlichungen des Islamischen Wissenschafts- und Bildungsinstituts Band 10, Verlag Traugott Bautz, Nordhausen 2011, ISBN 978-3-88309-489-2.